# ASIMO

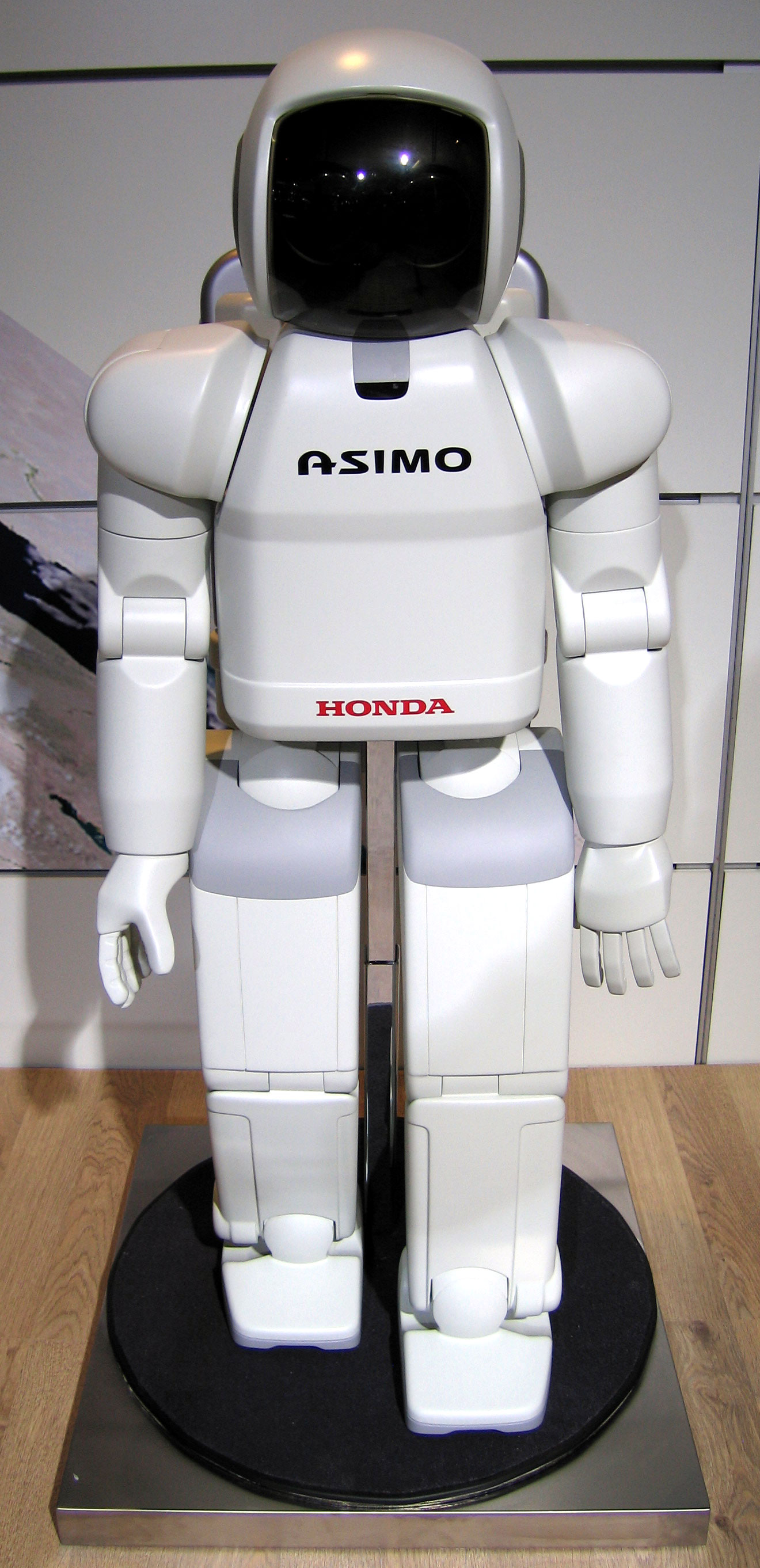
Vista frontal

ASIMO és un robot humanoide creat per Honda, introduït el 2000, va ser creat per ser una ajuda a la gent. Pel que sembla, la semblança amb el nom d'Isaac Asimov no és més que una coincidència. Amb aspiracions d'ajudar les persones que no tenen una plena mobilitat, ASIMO s'utilitza per animar els joves a estudiar ciències i matemàtiques. En 130 cm d'alçada i 54 kg, ASIMO ha estat dissenyat per operar en entorns del món real, amb la capacitat de caminar o córrer en dos peus a velocitats de fins a 6 km / h. Als EUA, ASIMO és part de l'atracció a Disneyland Innoventions i ha estat presentat en una 15 minuts d'espectacle anomenat "Di" hola "a ASIMO d'Honda" des de juny de 2005. El robot ha fet aparicions públiques en tot el món, incloent-hi el Consumer Electronics Show (CES), el Museu Miraikan i Honda Collection Hall al Japó i el festival Ars Electronica a Àustria.
Model de P3 comparat amb ASIMO
Honda va començar el desenvolupament de robots humanoides en la dècada de 1980, incloent-hi diversos prototips que van precedir ASIMO. Va ser objectiu de la companyia per crear un robot que camina, que no només podria adaptar-se i interaccionar en les situacions humanes, sinó també millorar la qualitat de vida. El E0 ser el primer a bípedes (dues potes) model produït com a part de la sèrie E d'Honda, que era una línia experimental de principis dels robots humanoides creats entre 1986 i 1993.Això va ser seguit per la sèrie de robots Honda P produïts a partir de 1993 a 1997, que va incloure el primer autoregulació, robot humanoide caminant amb els moviments cel·lulars.
La investigació duta a terme a la E-i P-sèries portar a la creació d'ASIMO. El desenvolupament va començar en Wako Centre Fonamental d'Honda d'Investigacions Tècniques al Japó el 1999 i ASIMO es va donar a conèixer l'octubre de 2000.
A diferència dels seus predecessors, ASIMO va ser el primer a incorporar el control de predir el moviment, el que permet una major flexibilitat articular i una més suau, el moviment més humà, com caminar. Introduït l'any 2000, la primera versió de ASIMO ha estat dissenyat per funcionar en un ésser humà medi ambient, cosa que li permetria ajudar millor a les persones en situacions del món real.Des de llavors, diversos models actualitzats s'han produït per millorar les seves capacitats originals de dur a terme tasques de mobilitat d'assistència. Un nou ASIMO es va introduir el 2005, amb un augment de la velocitat corrent a 3,7 quilòmetres per hora, que és el doble de ràpid que el robot original. ASIMO va caure durant un intent de pujar les escales en una presentació a Tòquio el desembre de 2006, però un mes més tard, ASIMO demostrat tasques com ara expulsar una pilota de futbol, córrer i pujar i baixar unes escales al Consumer Electronics Show a Las Vegas, Nevada.
El 2007, les tecnologies d'Honda actualització ASIMO d'intel·ligència, el que permet múltiples robots ASIMO per treballar junts en la coordinació. Aquesta versió també va introduir la possibilitat d'un pas al costat quan els éssers humans s'acosten al robot i la possibilitat de tornar a la seva unitat de càrrega en detectar nivells baixos de bateria.

## Etimologia
Oficialment el nom Asimo respon a l'acrònim en anglès d'"Advanced Step in Innovative Mobility". Cal tenir present que aquest robot ha estat creat per a fins publicitaris i que ha compartit escenari amb molts altres robots humanoides i que alguns superen amb escreix les seves habilitats mòbils i físiques en general.
Alguns autors destaquen que el seu nom, Asimo, és "curiosament semblant" al cognom d'Isaac Asimov, un dels pares de la ciència-ficció robòtica.

## Forma
ASIMO fa 130 cm d'alt i pesa 54 kg. Les investigacions realitzades per Honda va trobar que l'altura ideal per a un robot va estar entre 120 cm i l'alçada d'un adult mitjana, el que és propici per perillós de les portes i interruptors de llum. ASIMO està impulsat per un 51,8V recarregable de ions de liti amb un temps d'operació d'una hora. El canvi d'una bateria d'hidrur metàl·lic de Níquel en 2004 va augmentar la quantitat de temps ASIMO pot operar abans de recarregar-la. ASIMO té un processador d'ordinador tridimensional que va ser creat per Honda i consisteix en una matriu de tres apilats, un processador, un convertidor de senyal imemòria. L'ordinador que controla el moviment de ASIMO es troba en zona de la cintura del robot i pot ser controlat per un ordinador, un controlador sense fils, o ordres de veu.

## Habilitats
ASIMO té la capacitat de reconèixer objectes en moviment, postures, gestos, el seu entorn, sons i cares, cosa que li permet interaccionar amb els humans. El robot pot detectar els moviments de diversos objectes mitjançant l'ús de la informació visual captada per la càmera dos "ulls" al cap i també determinar la distància i direcció. Aquesta funcionalitat permet als ASIMO seguir a una persona, o enfrontar-s'hi o ella quan se li acosten. El robot interpreta les ordres de veu i els moviments de la mà humana, i això li permet reconèixer quan una encaixada de mans que s'ofereix o quan una persona o punts d'onades, i després respondre en conseqüència. La capacitat d'ASIMO per a distingir entre veus i altres sons li permet identificar els seus companys. ASIMO és capaç de respondre al seu nom i reconeix els sons associats amb un objecte que cau o un xoc. Això permet al robot mirar a una persona quan li parla o mirar cap a un so. Asimo respon a les preguntes assentint amb el cap o donant una resposta verbal, i pot reconèixer aproximadament 10 rostres diferents i acarar-s'hi pel seu nom.

## Mobilitat
ASIMO té una velocitat de desplaçament de 2,7 km/hora i una velocitat de circulació de 6 km/hora. Els seus moviments són determinats pel control de pis de la reacció i l'objectiu de control de Punt Zero moment, que permet al robot mantenir una postura ferma i mantenir la posició. ASIMO pot ajustar la longitud dels seus passos, la posició del cos, la velocitat i la direcció en què s'està incrementant. Els seus braços, mans, cames, cintura i el coll també tenen diferents graus de moviment. La tecnologia que permet que el robot per mantenir el seu equilibri va ser utilitzat més endavant per part d'Honda quan va començar el projecte de recerca i desenvolupament per a la seva monocicle motoritzat, amb U3X, el 2009. ASIMO té un total de 34 graus de llibertat. Les articulacions del coll, espatlla, canell i maluc cada un té tres graus de llibertat, mentre que cada mà té quatre dits i un polze que tenen dos graus de llibertat. Cada turmell té dos graus de llibertat, i la cintura, els genolls i els colzes cada un té un grau de llibertat.
Impacte i tecnologies
El treball d'Honda amb ASIMO va conduir al seu posterior investigació sobre el caminar dispositius d'assistència que van donar lloc a les innovacions, com la gestió de Stride Ajudar i assistir en suportar el pes corporal.
En honor del 10è aniversari de ASIMO el novembre de 2010, Honda ha desenvolupat una aplicació per l'iPhone i telèfons intel·ligents Android anomenat "Run with Asimo". Els usuaris aprenen sobre el desenvolupament de ASIMO caminar virtualment pel robot a través dels passos d'una carrera i després compartir els seus temps de tornada a Twitter i Facebook.

## Especificacions
Original ASIMO
Model: 2000, 2004, 2005,2011
Massa de 52 kg, 54 kg, 48 kg 
Alçada :130 cm 
Ample: 45 cm 
Profunditat: 44 cm, 37 cm
Velocitat de desplaçament 1,6 km/hora 2,5 km/hora 2,7 km/hora
1,6 km / hora (portar 1 kg)
La velocitat de carrera - 3 km/hora 6 km/hora (recta)
5 km/h (en circuit) 9 km/h (recta)
Temps en l'aire - 0,05 segons 0,08 segons
Bateria de níquel i hidrur metàl·lic
38,4 V / 10 Ah / kg 7,7
4 hores a carregar per complet de ions de liti
51,8 V / 6 kg
3 hores per carregar completament
Temps de funcionament continu de 30 minuts 40 minuts a 1 hora (a peu)
Graus de llibertat 26
(Cap: 2, el braç: 5 × 2, la cama: 6 x 2, la mà: 1 × 2) 34 graus
(Cap: 3, el braç: 7 × 2, la mà: 2 × 2, el tors: una, la cama: 6 x 2) 57

## Curiositats
La realització d'una orquestra
Des ASIMO es va introduir l'any 2000, el robot ha viatjat per tot el món i va actuar davant del públic internacional. ASIMO va fer la seva primera aparició pública als EUA el 2002, quan va sonar la campana per obrir les sessions ja sindicar-se per la Borsa de Nova York. Entre gener de 2003 març de 2005, el robot gira pels EUA i Canadà, el que demostra les seves habilitats per obtenir més de 130.000 persones. Des de 2003 fins a 2004, Asimo va ser part de la gira d'Amèrica del Nord l'educació, la ciència, que va visitar la part superior i els museus de la tecnologia i les institucions acadèmiques a Amèrica del Nord. L'objectiu del viatge era animar els alumnes a estudiar ciència a través d'un xou en viu que va posar en relleu les capacitats de Asimo.A més, el robot va visitar l'enginyeria superior i universitats de ciències de la computació i universitats als EUA com a part del Tour Circuit ASIMO tecnologia en un esforç per encoratjar als estudiants a considerar les carreres científiques. En 2004, Asimo va ser inclòs al Hall de Carnegie Mellon Robot de la Fama. El març de 2005, el robot caminava per la catifa vermella en l'estrena mundial dels robots de pel • pel·lícules animades per ordinador pel·lícula. El juny de 2005, Asimo es va convertir en una característica en un espectacle anomenat "Say 'Hello 'per al ASIMO d'Honda "en l'atracció de Disneyland Innoventions, que és una part de l'àrea de Tomorrowland del parc. A partir de 2011, aquesta és l'única instal·lació permanent de ASIMO a Amèrica del Nord.
El primer robot va visitar el Regne Unit el gener de 2004 per a les manifestacions públiques al Museu de Ciències de Londres. ASIMO va continuar en una gira mundial, fent parades en països com Espanya, els Emirats Àrabs Units, Rússia, Sud-àfrica i Austràlia. L'octubre de 2008, Asimo va saludar el príncep Carles durant una visita al Museu Miraikan a Tòquio, on es realitza un pas de set minuts i una rutina de ball.
En una demostració a la seu d'Honda a Tòquio el 2007, la companyia va demostrar noves tecnologies d'intel·ligència que van permetre que diversos robots ASIMO per treballar junts. La demostració va mostrar la capacitat del robot per identificar i evitar a les persones que s'acosten, el treball amb un altre ASIMO, reconèixer quan per recarregar la seva bateria i dur a terme noves tasques com portar una safata i empenyent un carret.
El 2008, ASIMO va dur a terme l'Orquestra Simfònica de Detroit en una actuació de "El somni impossible" per cridar l'atenció sobre la seva col·laboració amb l'Orquestra i el suport a les arts escèniques a Detroit. Una rèplica de 49 peus de ASIMO fet amb materials naturals, com ara les llavors d'enciam, arròs i clavells va portar el 120 º Desfilada de les Roses en la celebració del 50 aniversari d'Honda de l'operació als EUA. Més tard aquest any, el robot va fer una aparició a Itàlia al Festival de Ciència de Gènova.
El gener de 2010, Honda va presentar la seva "Viure amb robots", documental al Festival de Cinema de Sundance a Park City, Utah. La pel·lícula se centra en l'experiència de la interacció humana amb robots com ASIMO. ASIMO van assistir al festival Ars Electronica a Linz, Àustria al setembre de 2010, que va permetre a Honda per estudiar els resultats de la interacció humana i el robot i usar els resultats per orientar el desenvolupament de futures versions del robot. A l'abril de 2011, Asimo es va demostrar en el primer campionat a San. Louis, Missouri, per animar els estudiants a cursar estudis en matemàtiques, ciències i enginyeria.
ASIMO va visitar el Centre de Ciències d'Ontario a Toronto el maig de 2011 i va demostrar les seves habilitats als estudiants canadencs. El robot més tard va viatjar a Quebec per a la inauguració d'una exposició al Museu Canadenc de la Civilització maig 19 al 22 de maig de 2011.
ASIMO va aparèixer com a convidat en la britànica P Quiz Show, el 2 de desembre de 2011.Després de servir l'aigua per albergar Stephen Fry i el ball amb el comediant Jo Brand, ASIMO va guanyar amb 32 punts.